# Crothaema schoutedeni
Crothaema schoutedeni is een vlinder uit de familie slakrupsvlinders (Limacodidae). De wetenschappelijke naam van deze soort is voor het eerst geldig gepubliceerd in 1954 door Hering.
De soort komt voor in tropisch Afrika.